# 東京地下鉄道
東京地下鉄道株式会社（とうきょうちかてつどう、旧字体：東京地下鐵道󠄁株式會社）は、かつて東京府東京市（現・東京都区部）で鉄道および軌道（路面電車）、乗合バスを運行していた鉄道事業者である。
1920年（大正9年）8月、「地下鉄の父」と呼ばれた早川徳次によって設立され、1925年より東京地下鉄（東京メトロ）銀座線浅草 - 新橋間に当たる路線を建設した。日本やアジアで初の地下鉄路線を建設した会社であった。銀座線新橋駅 - 渋谷駅間を建設した東急系の東京高速鉄道とともに、現在の東京地下鉄（東京メトロ）のルーツともいえる。

## 地下鉄

### 会社設立から路線免許取得まで
- 1917年（大正6年）7月18日 - 東京軽便地下鉄道名義で高輪南町（品川） - 浅草公園広小路間、車坂 - 南千住町間の免許出願。
この出願路線はあくまで第一期計画で、これとは別に第二期計画、第三期計画も出願書類には予定線として記されており、東京軽便地下鉄道単独で東京市街地に地下鉄路線網を建設する構想であった。しかしこの出願内容の隙を突いて、1918年11月に武蔵電気鉄道（のちの東京横浜電鉄）が、1919年1月に東京高速鉄道（初代、のちの小田原急行鉄道）が、1919年2月に三井財閥系の東京鉄道が地下鉄路線の免許出願を行った。
- 1919年（大正8年）11月17日 - 東京軽便地下鉄道が、高輪南町 - 浅草公園広小路間、車坂 - 南千住町間の免許取得[2]。
- 1920年（大正9年）
  - 1月14日 - 東京市告示第2号で「東京市区改正設計高速鉄道」7路線が位置づけられる。

東京軽便地下鉄道の免許路線は追認されたが、武蔵電気鉄道、東京高速鉄道（初代）、東京鉄道にも3月17日に免許が交付された。これにより東京軽便地下鉄道単独による地下鉄路線網構想は阻まれた。
この「東京市区改正設計高速鉄道」における2号線は、渋谷 - 新橋 - 浅草・南千住間であり、東京軽便地下鉄道が新橋 - 浅草・南千住間、武蔵電気鉄道が渋谷 - 有楽町間を割り当てられていた。武蔵電気鉄道による地下鉄建設は実現しなかったが、後述の東京高速鉄道（2代目）に武蔵電気鉄道改め東京横浜電鉄の五島慶太が参加する形で、東京軽便地下鉄道改め東京地下鉄道の前に立ちはだかることになる。
  - 8月29日 - 東京地下鉄道設立。東京軽便地下鉄道名義で所持していた路線免許を引き継ぐ。

### 関東大震災から起工まで
- 1923年（大正12年）9月1日 - 関東大震災発生。
大震災により武蔵電気鉄道、小田原急行鉄道、東京鉄道の3社は地下鉄建設の目途が立たなくなり、翌1924年9月までに免許を失効した。
- 1924年（大正13年）
  - 1月14日 - 五反田 - 亀戸間、および淀橋 - 上野間の免許出願。
  - 9月4日 - 五反田 - 亀戸間、および淀橋 - 上野間の免許出願を取り下げ、渋谷町 - 神田 - 大塚間、目黒町 - 京橋 - 浅草間、池袋 - 日本橋 - 洲崎間の免許出願。再び東京地下鉄道単独での地下鉄路線網を構想。
  - 12月1日 - 車坂 - 南千住町間の免許失効。指定期限までに工事施工許可申請を行わなかったため。[3]

- 1925年（大正14年）

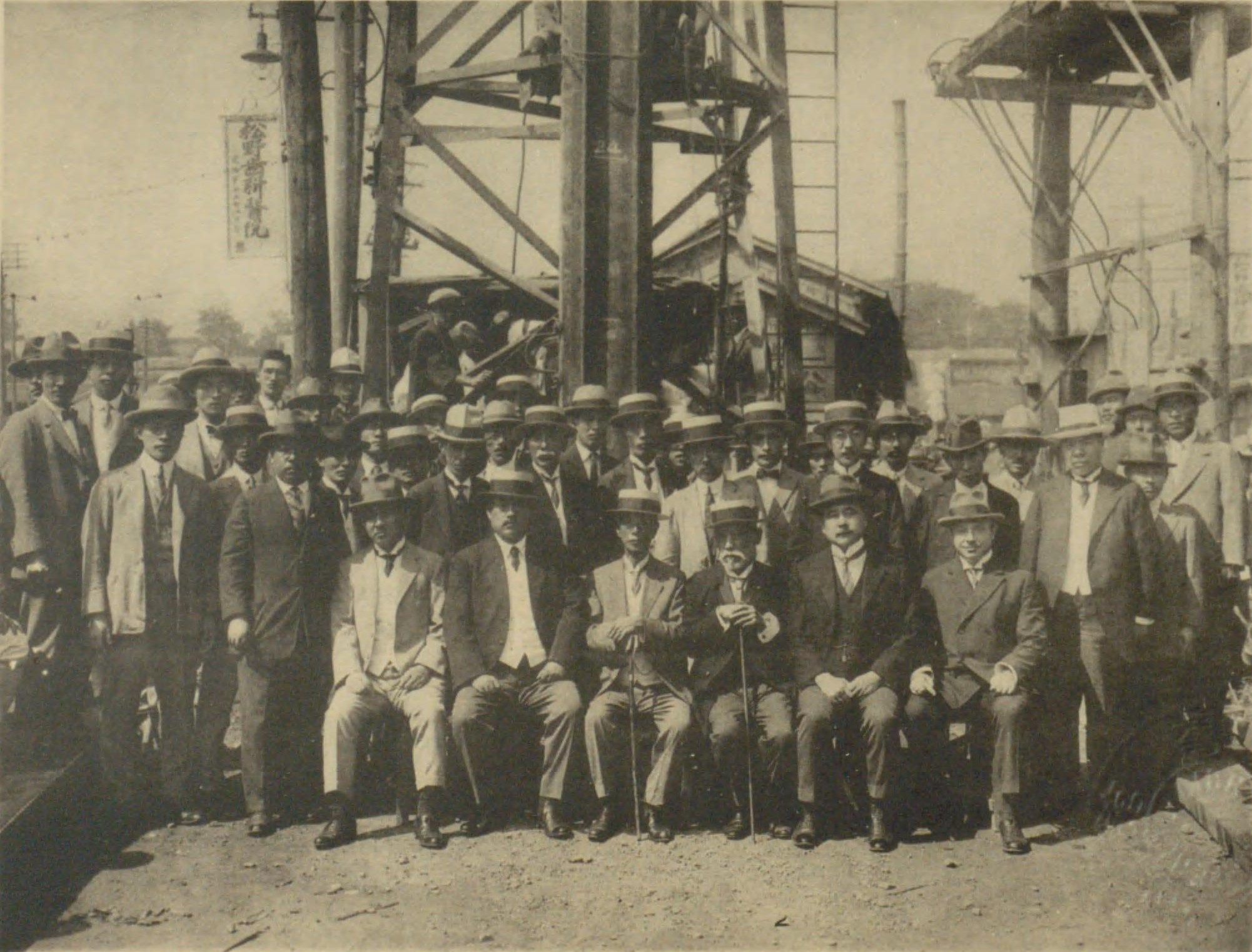
1925年9月27日に行われた上野浅草間の起工式記念写真。座っている前列の右から、ルドルフ・ブリスケ、早川徳次、古市公威、野村龍太郎。

  - 1月8日 - 東京市が市内の地下鉄一括管理を主張し、6路線の免許出願。
  - 3月30日 - 内務省告示第56号で「東京都市計画高速度交通機関路線」5路線が位置づけられる。

東京地下鉄道の免許路線は1号線として追認されたが、前年9月に出願した3路線は却下された。東京市には2 - 5号線の4路線の免許が交付された。これにより東京地下鉄道単独による地下鉄路線網構想は再び阻まれた。
  - 5月16日 - 「東京都市計画高速度交通機関路線」の1号線に合わせる形で三田二丁目 - 大崎町（五反田） - 池上間の免許出願。
  - 9月27日 - 上野 - 浅草間起工。

### 地下鉄路線の延伸
（詳しくは東京メトロ銀座線#沿革を参照）

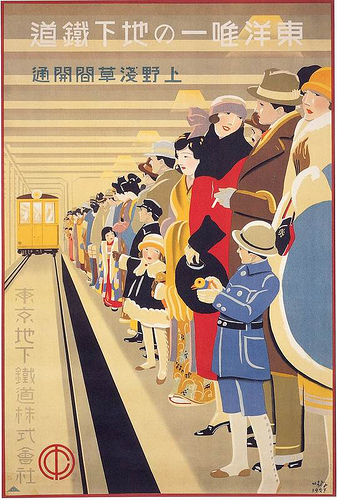
東京地下鉄道上野 - 浅草間開業時のポスター（杉浦非水作）。「東洋唯一の地下鉄道」とある。

- 1927年（昭和2年）12月30日 - 上野 - 浅草間に東洋で初めての地下鉄が開業。この区間の建設に要したおおよその費用[4]（車庫・車庫線・修繕工場・変電所等・車両費並びに停車場および構内の装飾工事等を含む）は約 620 万円[4]（当時の金額）である。
- 1928年（昭和3年）5月19日 - 三田二丁目 - 五反田間の免許取得。同日に京浜電気鉄道も大崎町 - 蒲田町間の免許取得（五反田線）[5]。
- 1929年（昭和4年）5月20日 - 五反田 - 馬込町間の免許取得[6]。
- 1930年（昭和5年）5月17日 - 五反田 - 馬込町間で京浜電気鉄道が東京地下鉄道に乗入れることを、京浜電気鉄道と申合せ[7]（実現せず）。
- 1934年（昭和9年）6月21日 - 銀座 - 新橋間の開業で、浅草 - 新橋間が開通となった。

### 乗っ取り騒ぎから帝都高速度交通営団発足まで
- 1925年（大正14年）8月 - 東京高速鉄道（2代目）が、東京市の所持する2 - 5号線の4路線について免許出願（東京市に対して免許譲渡を要求）。対抗して東京地下鉄道も、東京市の所持する4路線について免許出願する騒ぎとなる。
東京市は翌9月に免許譲渡を拒否したが、東京高速鉄道はこの後も再三、東京市に対して免許の譲渡を要求した。東京市は財政難のために地下鉄建設に着手できず、東京高速鉄道の要求を拒むことができなくなっていく。1932年10月、東京市は東京高速鉄道に対し、資金調達を条件に、免許譲渡を認めた。
- 1934年（昭和9年）9月5日 - 東京高速鉄道が、東京横浜電鉄の五島慶太を発起人に加えることにより正式に設立。東京市の所持していた3号線、4号線の一部の免許を取得。
五島慶太は武蔵電気鉄道時代に渋谷 - 有楽町間の地下鉄建設を計画し、路線免許も得ていたが、関東大震災の影響で断念していた。五島が東京高速鉄道に参加した目的は、3号線によって渋谷からの地下鉄計画を再現し、都心に進出する事だった。
- 1935年（昭和10年）5月 - 東京高速鉄道が東京地下鉄道との間で直通運転の協定を締結。
- 1936年（昭和11年）7月 - 東京地下鉄道が京浜電気鉄道（現、京浜急行電鉄（京急）の横浜以北の路線を建設した会社）・湘南電気鉄道（現、京急の横浜以南の路線を建設した会社）と合弁する契約を締結。
- 1937年（昭和12年）
  - 3月1日 - 上記合弁会社・京浜地下鉄道株式会社を設立[8]。
  - 6月12日 - 新橋 - 品川間未成線免許を同社に譲渡[9]。

東京高速鉄道との直通運転の協定を破棄し、改めて東京地下鉄道、京浜地下鉄道、京浜電気鉄道、湘南電気鉄道の4社による相互直通運転（京浜、湘南線内はパンタグラフによる架線集電、地下鉄線内は集電靴による第三軌条集電とするハイブリッド方式）の計画を推進。京浜電気鉄道が東京地下鉄道の筆頭株主となる。
- 1939年（昭和14年）
  - 1月15日 - 東京高速鉄道が3号線の渋谷 - 新橋間の地下鉄を開業させ、東京地下鉄道の新橋駅と並存して乗換駅となる。
  - 8月1日 - 東京高速鉄道の五島慶太が京浜地下鉄道の親会社である京浜電気鉄道の株を、次いで東京地下鉄道の株を買い占めた（敵対的買収）ことが発端となり、早川、五島両陣営による東京地下鉄道の経営権争奪戦が起こる。
  - 9月16日 - 二社の乗換駅である新橋駅を介して東京高速鉄道と相互直通運転を開始（現在の東京メトロ銀座線を形成。銀座線の項を参照のこと）。
- 1940年（昭和15年）8月13日 - 両者の紛争は鉄道省による調停によりようやく解決。早川は相談役に退き、東京地下鉄道の経営から事実上撤退。以降、経営権は東京高速鉄道が掌握することとなった。ただし、五島が東京地下鉄道の役員になることは許されなかった。
- 1941年（昭和16年）9月1日 - 陸上交通事業調整法に基づく戦時統制により、東京地下鉄道の地下鉄路線および免許は、東京高速鉄道、京浜地下鉄道（免許のみ）、東京市（免許のみ）と共に半官半民の帝都高速度交通営団（営団地下鉄）へ統合された。なお、五島は東急を通じて営団地下鉄に出資し、理事にも就任した。戦後、交通営団から民間資本は排除され、日本国政府（日本国有鉄道）と東京都が折半で出資する特殊法人となった[10]。

### 車両
- 1000形・1100形
- 1200形

### 関連車両

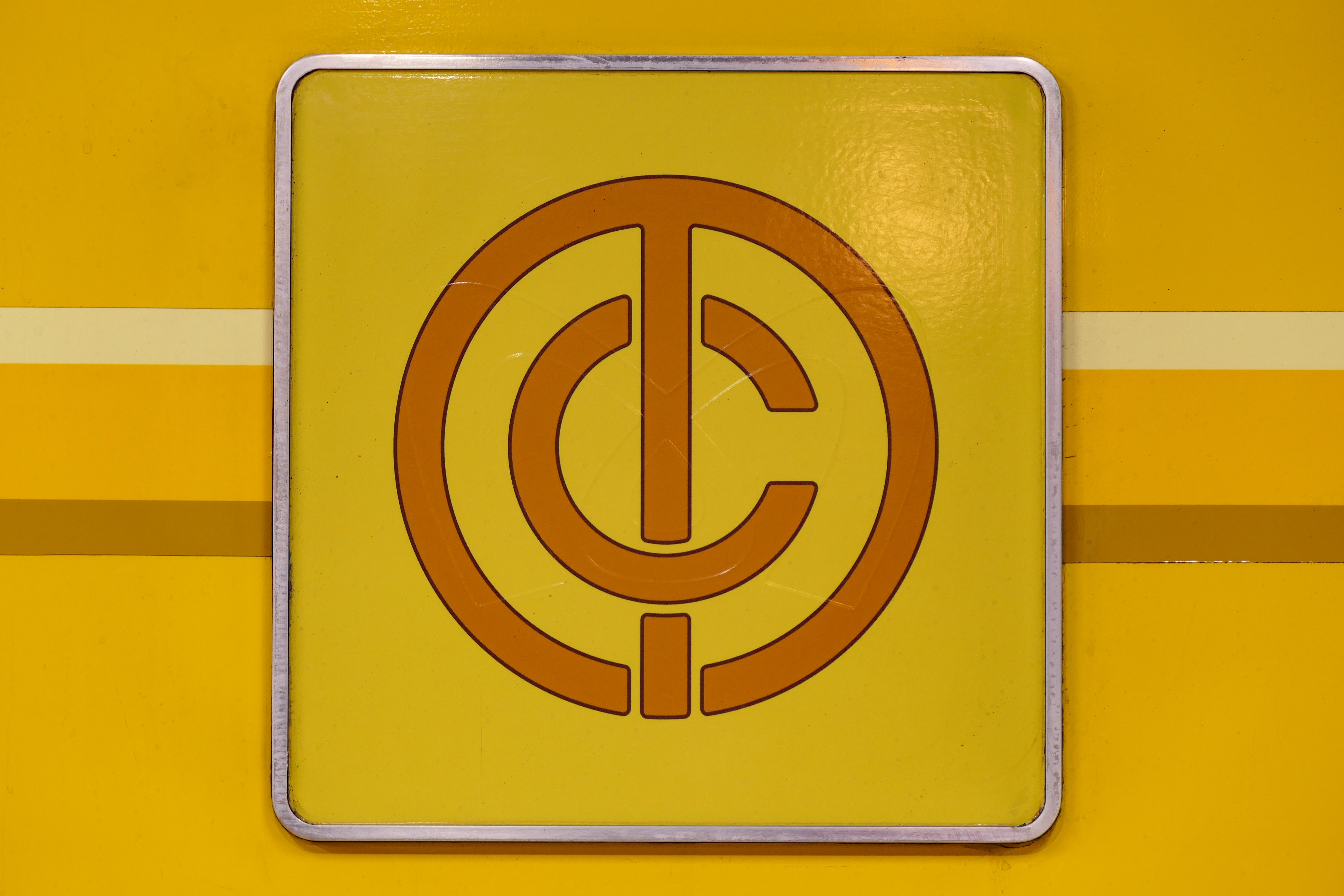
2017年（平成27年）の地下鉄開業90周年記念時に、東京メトロ1000系第39・40編成の側面に掲げられた東京地下鉄道の社章。

- 東京高速鉄道100形電車 - 相互乗り入れ開始後、東京地下鉄道にも直通した。
- 湘南電気鉄道デ1形電車他（後の京浜急行電鉄デハ230形） - 京浜地下鉄道・東京地下鉄道への乗り入れを考慮した設計だった。
- 東京メトロ1000系電車 - 後身の東京地下鉄により1000形をモチーフとしたデザインが採用され、最終増備の第39・40編成はより1000形を意識した特別仕様となった。

### 運賃制度

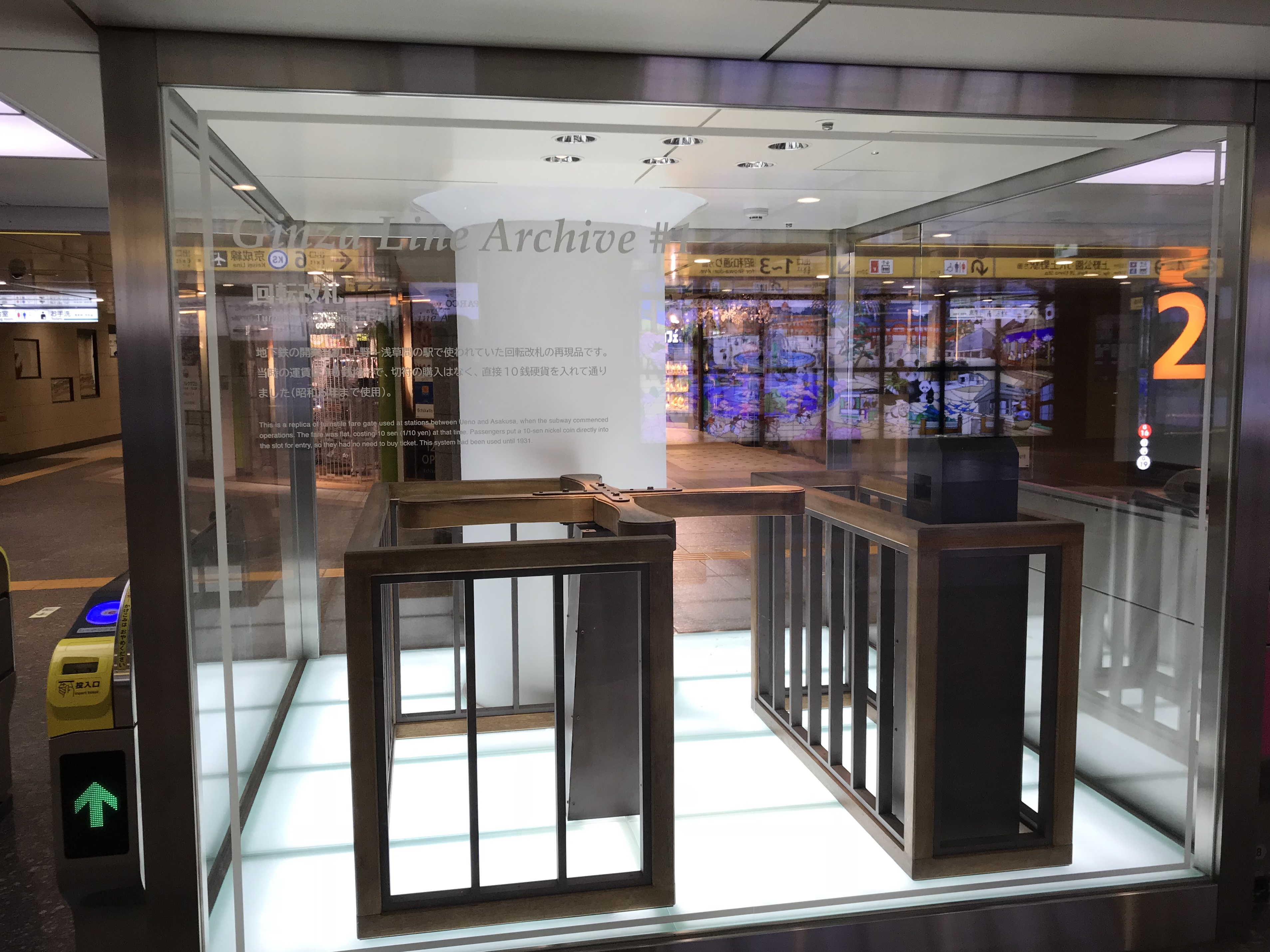
東京メトロ銀座線上野駅のJR上野駅方面改札口にある自動改札（復元）

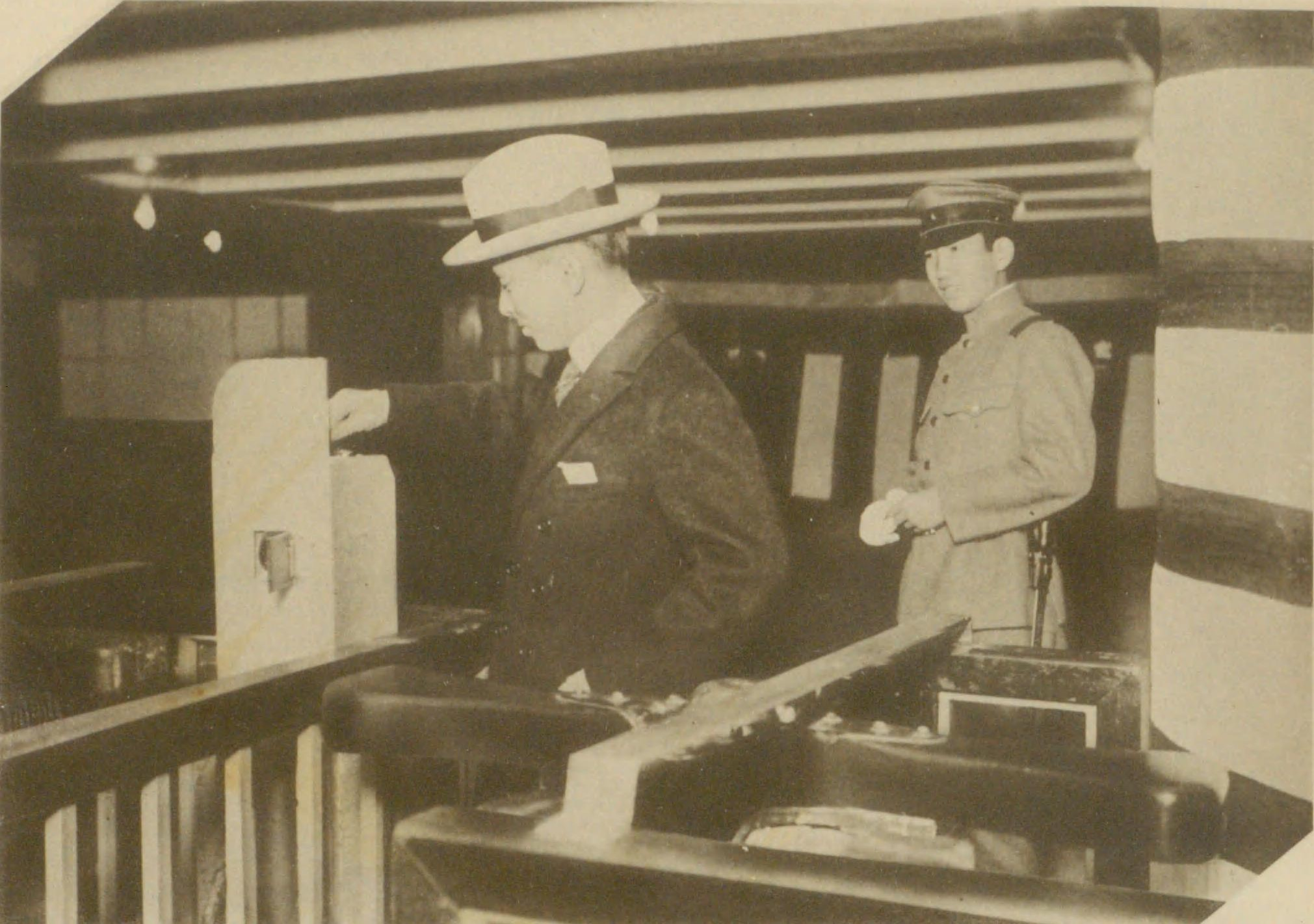
1927年12月29日の東京地下鉄道開通披露式挙行前に駅改札を通過する朝香宮鳩彦王と竹田宮恒徳王。

開業時は均一運賃制（10銭）であったことから、ターンスタイルを使用した一種の自動改札を導入していた。1931年9月16日から駅間運賃制（5銭・10銭・15銭）に変更し、この時にターンスタイルは廃止された。

### 輸送・収支実績
| 年度 | 乗客         | 営業収入    | 営業費     | 益金        | その他益金                   | その他損金      | 支払利子   |
| ---- | ------------ | ----------- | ---------- | ----------- | ---------------------------- | --------------- | ---------- |
| 1928 | 773万5587人  | 82万4805円  | 20万0979円 | 62万3826円  |                              |                 |            |
| 1929 | 767万6447人  | 79万8609円  | 23万2527円 | 56万6082円  |                              | 食堂 9661円     | 1万3724円  |
| 1930 | 1004万1945人 | 100万8231円 | 27万0185円 | 73万8046円  | 食堂其他 10万9579円          |                 | 18万4498円 |
| 1931 | 1067万3308人 | 98万4186円  | 25万5241円 | 72万8945円  | 食堂百貨店 02万3569円        |                 | 14万5863円 |
| 1932 | 1438万6676人 | 110万8469円 | 29万5894円 | 81万2575円  | 食堂 08万1279円              |                 | 20万6522円 |
| 1933 | 1779万5433人 | 137万6901円 | 35万0572円 | 102万6329円 | 食堂 18万5986円              |                 | 22万0910円 |
| 1934 | 2541万2773人 | 177万2882円 | 41万2981円 | 135万9901円 | 食堂其他 18万1026円          |                 | 42万0089円 |
| 1935 | 2895万6930人 | 213万2798円 | 48万4933円 | 164万7865円 | 食堂其他 13万7231円          | 雑損 19万8703円 | 64万8030円 |
| 1936 | 2864万5650人 | 212万3013円 | 50万2608円 | 162万0405円 | 食堂其他 14万5920円          |                 | 74万4354円 |
| 1937 | 3076万5417人 | 227万4402円 | 56万9363円 | 170万5039円 | 食堂其他 13万7415円          |                 | 78万6322円 |
| 1939 | 4441万3992人 | 315万4122円 | 88万3991円 | 227万0131円 | 軌道遊覧自動車他 153万6217円 |                 | 91万2615円 |

- 鉄道統計資料、鉄道統計各年度版

### 施設
- 上野変電所、回転変流機（交流側457V直流側600V）直流側の出力1000kW、常用2、製造所AEG
- 神田変電所、水銀整流器（交流側1100V直流側600V）直流側の出力1000kW、常用2、製造所芝浦製作所
- 日本橋変電所、水銀整流器（交流側555V直流側600V）直流側の出力1000kW、常用1、製造所芝浦製作所
  - 『管内電気事業要覧. 第11回』（国立国会図書館デジタルコレクション）

## 軌道線

### 城東軌道線
- 1917年（大正6年）12月30日 - 城東電気軌道株式会社の手により、錦糸町 - 小松川間開業。
- 1921年（大正10年）1月1日 - 水神森 - 大島間開業。
- 1924年（大正13年）7月11日 - 大島 - 仙気稲荷間開業。
- 1925年（大正14年）12月31日 - 東荒川 - 今井間開業。
- 1926年（大正15年）3月1日 - 小松川 - 西荒川間開業。
- 1929年（昭和4年）5月7日 - 仙気稲荷 - 洲崎間開業（西荒川 - 東荒川間を残し、一応全通）。
- 1937年（昭和12年）3月25日 - 東京乗合自動車に合併。同社城東軌道線となる。
- 1938年（昭和13年）4月25日 - 東京地下鉄道が城東軌道線を継承。
- 1942年（昭和17年）2月1日 - 東京市電気局に買収され、市電路線に編入される。

（1972年までに廃止。東京都電車および都電砂町線の項を参照のこと）

### 西武軌道線
- 1935年（昭和10年）12月27日 - 東京乗合自動車、西武鉄道（旧社。1945年現在の西武鉄道に合併）より新宿軌道線（新宿駅 - 荻窪駅間）の経営を受託。
- 1938年（昭和13年）4月25日 - 東京地下鉄道が西武軌道線の経営受託を継承。
- 1942年（昭和17年）2月1日 - 東京市電気局の経営管理に変更され、市電路線に編入される。

（1963年に廃止。都電杉並線の項を参照のこと）

## 乗合バス

### 青バス
- 1918年（大正7年）11月1日 - 堀内良平（富士急行創業者）が東京市街自動車株式会社を設立。
- 1919年（大正8年）3月1日 - 新橋 - 上野間乗合バス開業。車体の深緑色から「青バス」と呼ばれる。
- 1922年（大正11年）6月27日 - 東京乗合自動車と社名変更。
- 1930年（昭和5年）10月 - 日本初の女性車掌を採用。制服の形状から「白襟嬢」と呼ばれた。
- 1937年（昭和12年）3月25日 - 城東電気軌道を合併し、同社バス部門を継承。
- 1938年（昭和13年）4月25日 - 東京地下鉄道が東京乗合自動車を合併し、「青バス」を継承。
- 1942年（昭和17年）2月1日 - 「青バス」事業は陸上交通事業調整法に基づく戦時統合に伴い、東京市電気局に買収され、市営バスに編入される（都営バスの項を参照のこと）。

### ユーランバス
- 1925年（大正14年）12月15日 - 東京遊覧乗合自動車が遊覧自動車（定期観光バス）事業を開始。「ユーランバス」の商標を使用。
- 1926年（大正15年）6月15日 - 東京乗合自動車が継承。「ユーランバス」の商標を継続使用。
- 1938年（昭和13年）4月25日 - 東京地下鉄道が継承。「ユーランバス」の商標を継続使用。
- 1940年（昭和15年）9月18日 - 警視庁から遊覧自動車事業一時休止の指示が出たため休止。
- 1941年（昭和16年）12月1日 - 大東京遊覧自動車（東京遊覧乗合自動車の後身）を合併。
- 1942年（昭和17年）2月1日 - 東京市電気局に買収される。1948年（昭和23年）に、東京都の遊覧自動車事業は新日本観光株式会社（現在の株式会社はとバス）に譲渡され、同社の手によって再開される。

### 葛飾乗合自動車
- 1920年（大正9年）5月 - 設立。
- 1937年（昭和12年）4月 - 東京地下鉄道の傘下に入る。
- 1941年（昭和16年）12月1日 - 東京地下鉄道に合併。同社の経営になる。
- 1942年（昭和17年）2月1日 - 陸上交通事業調整法に基づく戦時統合に伴い、荒川放水路以東・今井街道以南は東京市電気局に買収され、市営バスに編入される（都営バスの項を参照のこと）。また、それ以外の路線（40.9km）は京成電気軌道に買収された（京成バスの項を参照のこと）。

## その他事業

### 地下鉄ストア・地下鉄食堂

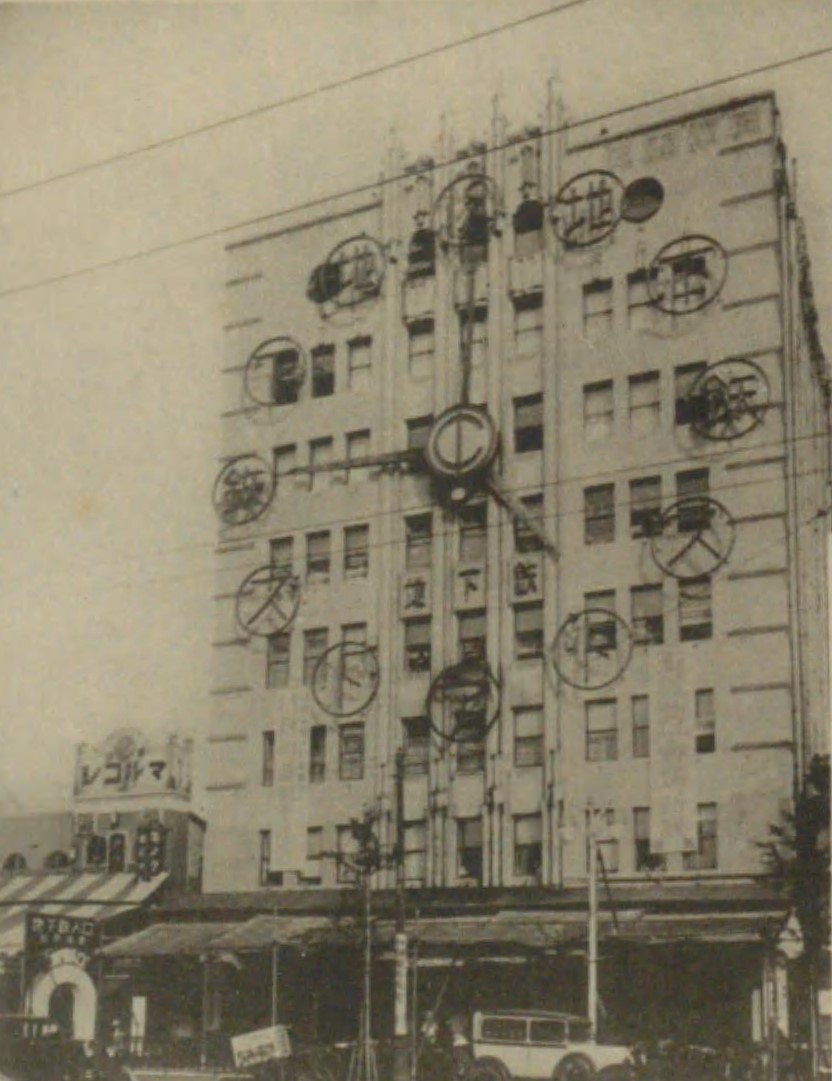
上野の地下鉄ストアのビル。現在は東京地下鉄の本社ビルに建て替わっている。

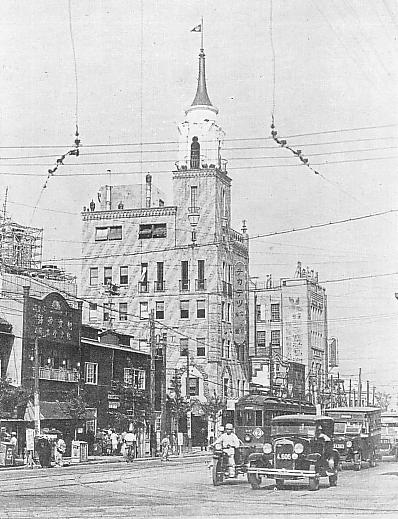
浅草の地下鉄食堂のビル。

銀座延伸開業までの輸送量の維持と収益確保のため、矢継ぎ早に主要駅に商業施設を併設した。これは今の「駅ナカ」のルーツとも言える。
- 1929年（昭和4年）10月1日 - 浅草駅雷門ビル完成。地下鉄食堂の営業を開始。以降、当時のアメリカでのビジネスモデルに倣い、路線の延伸に伴って連鎖店化を推し進める。
- 1930年（昭和5年）4月1日 - 上野駅構内に地下鉄ストアを開業（専門店街。後のメトロピアやエチカの前身）。
- 1931年（昭和6年）6月 - 国鉄上野駅前に地上9階・地下2階の地下鉄ストアビルをオープン。場所は現在の東京地下鉄本社の位置で、正面の壁面一杯を利用した、当時世界最大と言われた、直径20 m、秒針長8.4 m  の交流電気時計が外観の特徴であった。

時刻を表す数字は頂点の「12」のみで、1・11時の位置が「地」、以下2・10時が「下」、3・9時が「鉄」、4・8時が「ス」、5・7時が「ト」、6時が「ア」と、線対称に上から「地下鉄ストア」となっており、夜間は3本の針と共に電飾で浮き上がるようになっていた。。阪急百貨店梅田本店を手本としてはいるが、いわゆる高級店では無く、「どこよりも良い品を  どこよりも安く売る」をモットーに掲げるスーパーマーケットのはしりである。
- 1932年（昭和7年）4月 - 上野駅構内地下鉄ストアを大食堂に改築。須田町ストア開店。
- 1933年（昭和8年）5月 - 室町ストア開店。

同年6月15日 - 日本橋ストア開店。
なお、神田の地下鉄ストア（神田須田町地下鉄ストア）は、2011年1月まで一部店舗が営業を継続していた。また上野駅構内の地下鉄ストアは、その後数度の業態変更を経て、現在はエチカフィット上野として営業している。

### 東京合同自動車
- 1938年（昭和13年）- 東京市内のタクシー会社を整理・統合することを目的に、東京地下鉄道を中心に東京合同自動車を設立。以降、東京市内のハイヤー・タクシー会社を悉く買収し、併合。
- 1944年（昭和19年）- 第三次統合で帝都自動車交通（京成電鉄が東京市内のハイヤー・タクシー会社を統合する目的で設立）に合併。

## その他のサービス

### デパート巡り乗車券
1932年（昭和7年）12月24日、京橋延伸時に「デパート巡り乗車券」の販売を開始する。上野 - 日本橋間の大人普通乗車券は10銭で「下車前途無効」（途中下車不可）であったが、デパート巡り券は上野広小路 - 日本橋間で3回まで途中下車可能、運賃を13銭としたものである。上野地下鉄ストア（上野）、松坂屋（上野広小路）、三越（三越前）、白木屋、髙島屋（共に日本橋）の各店が対象で、主婦層に向けたサービスである。
1934年（昭和9年）3月3日の銀座延伸時には利用区間を上野 - 銀座に改定し、運賃据え置きのままこれに松屋が加わっている。1941年8月31日に販売終了。
2017年（平成29年）には東京メトロの地下鉄90周年企画として、本乗車券の復刻で2018年（平成30年）1月中に使用可能な900円の東京メトロ全線1日乗車券3枚と銀座線沿線の松屋浅草、上野マルイ、松坂屋上野店、日本橋三越本店、日本橋高島屋、松屋銀座、銀座三越、西武渋谷店、東急百貨店渋谷店・東横店を対象とした百貨店特典クーポン付専用台紙をセットとした「新春デパート巡り乗車券」が9,000セット限定で抽選販売された。

### 夕刊無料引換券
1937年（昭和12年）頃、サラリーマン向けのサービスとして、地下鉄定期券利用客を対象に夕刊無料引換券の配布を開始する。定期券の提示と共にこの引換券を使用すると、読売、東京朝日（現在の朝日新聞）、東京日日（現在の毎日新聞）、報知の4紙の中から自由に選ぶことができた。

### 全通記念
1934年（昭和9年）6月21日の新橋全通から3日間、全線を5銭均一とし、さらに15銭相当の「おみやげ」を乗客全員に配布するキャンペーンを行った。用意された96万個のおみやげが全て無くなるほどの人気となったが、全列車を3両編成化し、最短3分間隔の運転でこの混雑を乗り切った。

## 歴代社長
1. 古市公威
2. 野村龍太郎
3. 根津嘉一郎
4. 早川徳次
5. 中島久万吉